# Aler (Baixa Ribagorça)
Aler és un poble pertanyent al municipi de Benavarri, a la Baixa Ribagorça, actualment dins de la província d'Osca. Aler es troba a la part del terme situada a la conca del riu Éssera, al vessant occidental de la serra de Sant Salvador, a 669 msnm.

## Parlar local
El català d'Aler és un dialecte de transició amb els parlars aragonesos de la zona de Graus, amb menys trets aragonesos, tanmateix, que els de Jusseu i Torres del Bisbe.
- La c, ç del català, es pronuncia com z interdental com en aragonès.
- El final en -es del català que es troba en els plurals femenins i verbs en segona persona singular es pronuncia /-as/ (vingas i las casas, en lloc de vingues i les cases).
- Un altre aspecte interessant de la parla d'Aler i de la vall del Sarron com Jusseu i Torres del Bisbe, és que la terminació -rn del català es pronuncia -rt (fort, hivèrt, infèrt, en lloc de forn, hivern i infern).

## Monuments
- Església de segle xii consagrada per Ramon de Roda el 1105, amb reformes del segle xvii.[2]
- Ermita de Sant Pere, del segle xvi.
- Ermita de Sant Martí o de Sant Gregori.